# 브라티슬라바 3구

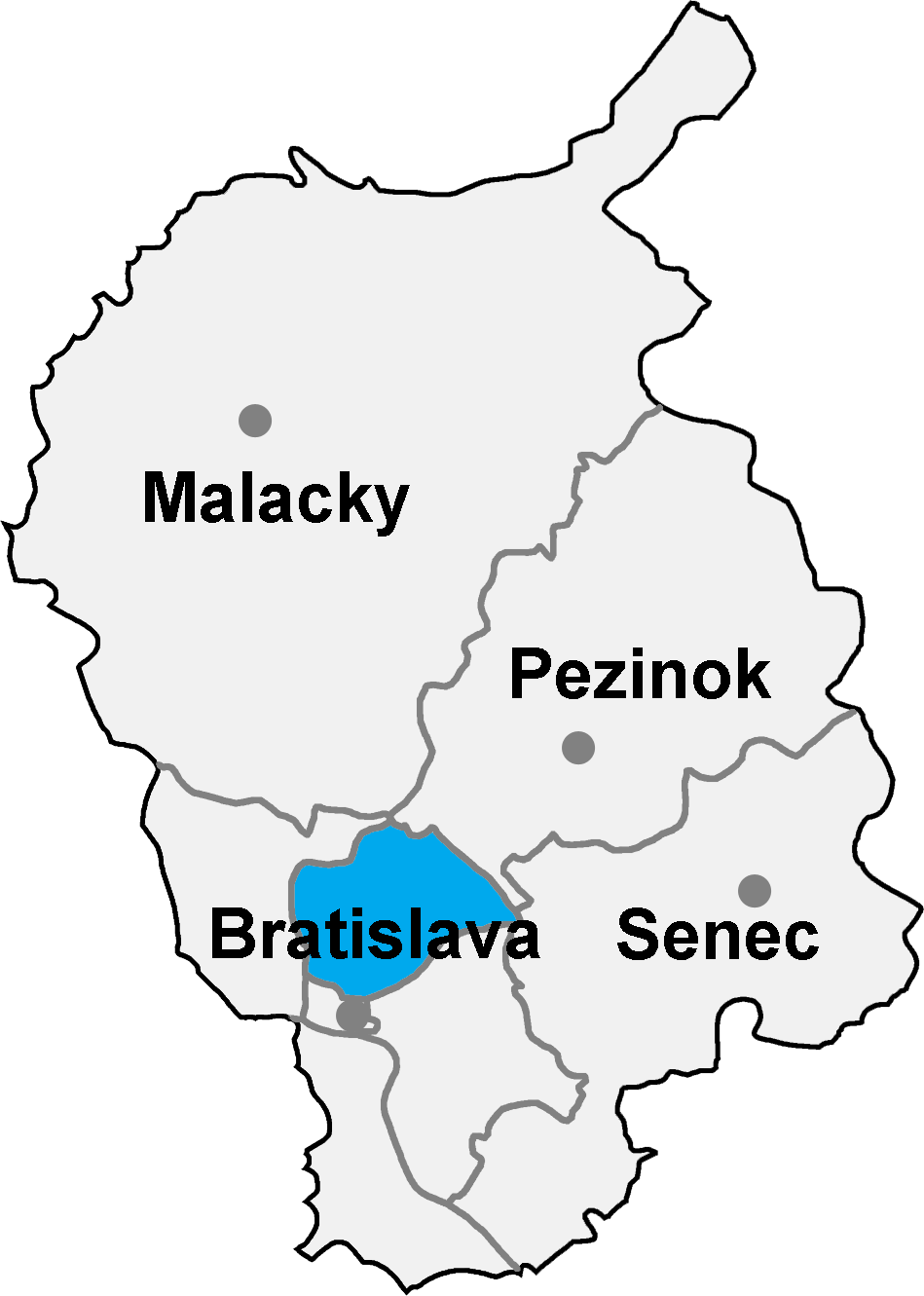
브라티슬라바 3구의 위치

브라티슬라바 3구(슬로바키아어: Okres Bratislava III)는 슬로바키아 브라티슬라바주를 구성하는 8개 구 가운데 하나로 면적은 74.67km2, 인구는 63,081명(2014년 기준), 인구 밀도는 844.8명/km2이다. 브라티슬라바에 속하는 3개 지방 자치체를 관할한다. 남쪽으로는 브라티슬라바 2구, 브라티슬라바 1구, 서쪽으로는 브라티슬라바 4구, 북쪽으로는 말라츠키구, 페지노크구, 동쪽으로는 세네츠구와 접한다.